# Prueba de resistencia bancaria
Una prueba de resistencia bancaria (bank stress test) representa una técnica de simulación cuyo objetivo es determinar la capacidad de estabilidad de una entidad o del sistema bancario. Para ello, se someten tanto las carteras de activos como de pasivos de las entidades financieras a diferentes situaciones para conocer sus posibles reacciones.

## Pruebas de resistencia bancaria de la Unión Europea
Las pruebas de resistencia bancaria (bank stress test) de la Unión Europea se ha llevado a cabo por el Comité de supervisores bancarios europeos cada año desde 2009. La segunda instancia se realizó en julio de 2010. La tercera se llevó a cabo con los resultados publicados en julio de 2011. El Consejo de la Unión Europea (en su configuración ECOFIN) ordenó al Comité que los realizara, a raíz de la crisis financiera mundial que comenzó en 2007.
Un ejemplo de pruebas de resistencia bancaria fue encomendado por el gobierno de España en junio de 2012 a varias empresas consultoras, entre ellas la estadounidense Oliver Wyman y la hermana Roland Berger. Entre ambas según sus informes se llegó a la conclusión, analizando dos escenarios, uno normal y otro adverso que el sistema de la banca de España, podría necesitar entre 16.000 a 62.000 millones de euros para afrontar las posibles pérdidas producto de la crisis financiera e hipotecaria de España y Europa. 

## Resultados de 2011
Los resultados de los ejercicios de 2011 se publicaron el 15 de julio. Ocho de los 90 bancos no pasaron la prueba - cinco en España, dos en Grecia y uno en Austria. España también es uno de los países líderes en la lista de bancos aprobados (20), porque puso en prueba casi todo su sector financiero (95 %, frente a una media de alrededor del 60 % en otros países).
La prueba es controvertida, ya que España y Alemania se han quejado de las pruebas de resistencia excluyen las provisiones dinámicas reconocidas por los reguladores locales. De hecho, un banco alemán, no pasó la prueba pero se negaron a publicar sus datos y por lo tanto no está incluido en la lista oficial.

## Resumen de los resultados de 2010 por banco
| Banco                                                      | Estado miembro | Capital Tier 1/MEUR | Valores/MEUR | Ratio Tier 1/% | Referencia/% | Adverso/% | Choque/% | Necesidad de capital adicional/MEUR |
| ---------------------------------------------------------- | -------------- | ------------------- | ------------ | -------------- | ------------ | --------- | -------- | ----------------------------------- |
| Erste Group Bank AG                                        | Austria        | 11486               | 125486       | 9.2            | 10.4         | 8.1       | 8.0      |                                     |
| KBC Bank                                                   | Bélgica        | 13440               | 123225       | 10.9           | 12.2         | 9.79      | 9.4      |                                     |
| Dexia                                                      | Bélgica        | 17573               | 143170       | 12.3           | 13.4         | 11.2      | 10.9     |                                     |
| Marfin Popular Bank Public Co Ltd                          | Chipre         | 2411                | 25622        | 9.4            | 10.0         | 8.5       | 7.1      |                                     |
| Bank of Cyprus Public Co Ltd                               | Chipre         | 2533                | 24065        | 10.5           | 10.9         | 9.4       | 8.0      |                                     |
| Danske Bank                                                | Dinamarca      | 15874               | 135510       | 11.7           | 11.7         | 10.8      | 10.0     |                                     |
| Jyske Bank                                                 | Dinamarca      | 1817                | 13494        | 13.5           | 14.1         | 12.8      | 12.5     |                                     |
| Sydbank                                                    | Dinamarca      | 1374                | 10470        | 13.1           | 14.8         | 13.4      | 13.2     |                                     |
| OP-Pohjola Group                                           | Finlandia      | 5227                | 41480        | 12.6           | 13.4         | 12.5      | 12.3     |                                     |
| BNP Paribas                                                | Francia        | 62910               | 620714       | 12.6           | 13.4         | 12.5      | 12.3     |                                     |
| Crédit Agricole                                            | Francia        | 52405               | 538903       | 9.7            | 10.6         | 9.2       | 9.0      |                                     |
| BPCE                                                       | Francia        | 37574               | 411135       | 9.1            | 10.2         | 8.7       | 8.5      |                                     |
| Société Générale                                           | Francia        | 34693               | 324080       | 10.7           | 11.9         | 10.2      | 10.0     |                                     |
| Deutsche Bank AG                                           | Alemania       | 34406               | 273477       | 12.6           | 13.2         | 10.3      | 9.7      |                                     |
| Commerzbank AG                                             | Alemania       | 29521               | 280133       | 10.5           | 10.5         | 9.3       | 9.1      |                                     |
| Hypo Real Estate Holdings AG                               | Alemania       | 7613                | 80966        | 9.4            | 7.8          | 5.3       | 4.7      | 1245                                |
| Landesbank Baden-Württemberg                               | Alemania       | 13914               | 142525       | 9.8            | 9.8          | 8.4       | 8.1      |                                     |
| Bayerische Landesbank                                      | Alemania       | 14788               | 135787       | 10.9           | 11.9         | 9.1       | 8.8      |                                     |
| DZ Bank AG (Deutsche Zentralgenossenschaftbank)            | Alemania       | 9408                | 95024        | 9.9            | 10.4         | 9.2       | 8.7      |                                     |
| Norddeutsche Landesbank GZ                                 | Alemania       | 6931                | 92576        | 7.5            | 8.0          | 6.4       | 6.2      |                                     |
| Deutsche Postbank AG                                       | Alemania       | 4906                | 68701        | 7.1            | 7.9          | 6.7       | 6.6      |                                     |
| WestLB AG                                                  | Alemania       | 5148                | 35651        | 14.4           | 12.4         | 8.9       | 7.1      |                                     |
| HSH Nordbank AG                                            | Alemania       | 7491                | 71391        | 10.5           | 14.9         | 9.9       | 9.7      |                                     |
| Landesbank Hessen-Thüringen GZ                             | Alemania       | 5416                | 61272        | 8.8            | 8.9          | 7.9       | 7.3      |                                     |
| Landesbank Berlin AG                                       | Alemania       | 5642                | 42363        | 13.3           | 12.8         | 11.3      | 11.2     |                                     |
| DekaBank Deutsche Girozentrale                             | Alemania       | 2821                | 28815        | 9.8            | 11.1         | 9.5       | 8.4      |                                     |
| WGZ Bank AG Westdeutsche Genossenschafts-Zentralbank       | Alemania       | 1833                | 18981        | 9.7            | 10.8         | 9.5       | 9.1      |                                     |
| National Bank of Greece                                    | Grecia         | 7590                | 67407        | 11.3           | 11.7         | 9.6       | 7.40     |                                     |
| EFG Eurobank Ergasias, S.A.                                | Grecia         | 5349                | 47827        | 11.2           | 11.7         | 10.2      | 8.17     |                                     |
| Alpha Bank                                                 | Grecia         | 5920                | 51084        | 11.6           | 12.3         | 10.9      | 8.22     |                                     |
| Piraeus Bank Group                                         | Grecia         | 3401                | 37394        | 9.1            | 10.9         | 8.3       | 6.0      |                                     |
| Agricultural Bank of Greece S.A. (ATEbank)                 | Grecia         | 1263                | 15100        | 8.4            | 10.7         | 8.9       | 4.36     | 242.6                               |
| TT Hellenic Postbank S.A.                                  | Grecia         | 1286                | 7525         | 17.1           | 17.0         | 15.0      | 10.1     |                                     |
| OTP Bank NYRT.                                             | Hungría        | 3521                | 25463        | 13.8           | 18.0         | 16.8      | 16.2     |                                     |
| FHB Jelzálogbank Nyilvánosan Működő RT.                    | Hungría        | 122                 | 1428         | 8.6            | 14.1         | 10.8      | 10.6     |                                     |
| Bank of Ireland                                            | Irlanda        | 9575                | 104639       | 9.2            | 9.0          | 7.6       | 7.1      |                                     |
| Allied Irish Banks                                         | Irlanda        | 8542                | 121605       | 7.0            | 9.5          | 7.2       | 6.5      |                                     |
| UniCredit                                                  | Italia         | 39034               | 452388       | 8.6            | 10.0         | 8.1       | 7.8      |                                     |
| Intesa Sanpaolo                                            | Italia         | 30205               | 361750       | 8.3            | 9.8          | 8.8       | 8.2      |                                     |
| Monte dei Paschi di Siena                                  | Italia         | 9093                | 120899       | 7.5            | 7.6          | 6.8       | 6.2      |                                     |
| Banco Popolare                                             | Italia         | 7125                | 92623        | 7.7            | 7.8          | 7.4       | 7.0      |                                     |
| Unione di Banche Italiane SCPA (UBI Banca)                 | Italia         | 6817                | 85677        | 8.0            | 7.6          | 7.1       | 6.8      |                                     |
| Banque et Caisse D’Épargne de l’État                       | Luxemburgo     | 1552                | 13569        | 11.4           | 14.2         | 11.5      | 11.3     |                                     |
| Banque Raiffeisen                                          | Luxemburgo     | 195                 | 2286         | 8.5            | 9.8          | 8.4       | 8.2      |                                     |
| Bank of Valletta                                           | Malta          | 343                 | 3269         | 10.5           | 11.5         | 11.0      | 9.3      |                                     |
| ING Bank                                                   | Países Bajos   | 34015               | 332375       | 10.2           | 11.2         | 9.1       | 8.8      |                                     |
| Rabobank Group                                             | Países Bajos   | 33226               | 236320       | 14.1           | 14.8         | 12.7      | 12.5     |                                     |
| ABN/Fortis Bank Nederland (Holdings) NV                    | Países Bajos   | 15481               | 118703       | 13.0           | 12.0         | 10.3      | 9.9      |                                     |
| SNS Bank                                                   | Países Bajos   | 2766                | 25885        | 10.7           | 12.0         | 10.8      | 10.5     |                                     |
| PKO Bank Polski                                            | Polonia        | 3960                | 29691        | 13.3           | 16.5         | 15.7      | 15.4     |                                     |
| Caixa Geral de Depósitos                                   | Portugal       | 5983                | 71041        | 8.4            | 9.1          | 8.4       | 8.2      |                                     |
| Banco Comercial Português                                  | Portugal       | 6102                | 65623        | 9.3            | 9.4          | 8.4       | 8.4      |                                     |
| Espírito Santo Financial Group S.A.                        | Portugal       | 5199                | 67899        | 7.7            | 9.2          | 7.4       | 6.9      |                                     |
| Banco BPI                                                  | Portugal       | 2210                | 26060        | 8.5            | 11.6         | 10.3      | 10.2     |                                     |
| Nova Ljubljanska banka                                     | Eslovenia      | 917                 | 12163        | 7.5            | 7.0          | 7.4       | 6.3      |                                     |
| Grupo Santander                                            | España         | 56005               | 562616       | 10.0           | 11.0         | 10.2      | 10.0     |                                     |
| Grupo BBVA                                                 | España         | 27255               | 290062       | 9.4            | 10.6         | 9.6       | 9.3      |                                     |
| “Jupiter”: Caja Madrid, Bancaja, etc.                      | España         | 19244               | 223066       | 8.6            | 8.8          | 6.8       | 6.3      |                                     |
| La Caixa                                                   | España         | 16800               | 162979       | 10.3           | 10.6         | 8.5       | 7.7      |                                     |
| “Base”: Caja de Ahorros Mediterráneo, etc.                 | España         | 8087                | 86534        | 9.3            | 10.5         | 8.4       | 7.8      |                                     |
| Banco Popular Español                                      | España         | 8457                | 92571        | 9.1            | 9.2          | 7.5       | 7.0      |                                     |
| Banco de Sabadell                                          | España         | 5211                | 57958        | 9.0            | 9.6          | 7.7       | 7.2      |                                     |
| Diada                                                      | España         | 3470                | 52861        | 6.6            | 6.4          | 4.5       | 3.9      | 1032                                |
| “Breogan”: Caja de Ahorros de Galicia, Caixanova, etc.     | España         | 5035                | 58516        | 8.6            | 10.1         | 7.8       | 7.2      |                                     |
| “Mare Nostrum”: Caja de Ahorros de Murcia, Sa Nostra, etc. | España         | 4129                | 45858        | 9.0            | 9.7          | 7.6       | 7.0      |                                     |
| Bankinter, S.A.                                            | España         | 2291                | 30659        | 7.5            | 8.4          | 7.6       | 6.8      |                                     |
| “Espiga”: Caja Duero, Caja España, etc.                    | España         | 2475                | 28881        | 8.6            | 8.2          | 6.1       | 5.6      | 127                                 |
| “Banca Cívica”: Caja Navarra, etc.                         | España         | 2900                | 30055        | 9.6            | 7.6          | 5.2       | 4.7      | 406                                 |
| Ibercaja                                                   | España         | 2369                | 25291        | 9.4            | 9.1          | 7.3       | 6.7      |                                     |
| Unicaja                                                    | España         | 2584                | 21909        | 11.8           | 11.8         | 9.6       | 9.0      |                                     |
| Banco Pastor                                               | España         | 1974                | 18713        | 10.5           | 8.7          | 6.8       | 6.0      |                                     |
| Caja Sol                                                   | España         | 2197                | 21237        | 10.3           | 8.7          | 6.6       | 6.0      |                                     |
| Bilbao Bizkaia Kutxa                                       | España         | 2812                | 19202        | 14.6           | 17.4         | 14.7      | 14.1     |                                     |
| “Unnim”: Caixa Sabadell, etc.                              | España         | 1426                | 19703        | 7.2            | 6.6          | 5.1       | 4.5      | 270                                 |
| Kutxa                                                      | España         | 2099                | 16100        | 13.0           | 12.6         | 11.1      | 10.6     |                                     |
| “Caja3”: Caja Círculo, etc.                                | España         | 1414                | 14994        | 9.4            | 8.8          | 6.6       | 6.1      |                                     |
| Cajasur                                                    | España         | 222                 | 12094        | 1.8            | 6.6          | 4.9       | 4.3      | 208                                 |
| Banca March                                                | España         | 1866                | 9488         | 19.7           | 20.8         | 19.5      | 19.0     |                                     |
| Banco Guipuzcoano                                          | España         | 709                 | 7813         | 9.1            | 8.1          | 6.6       | 6.1      |                                     |
| Caja Vital                                                 | España         | 755                 | 6652         | 11.3           | 9.5          | 7.5       | 7.0      |                                     |
| Caja de Ahorros y Monte de Piedad de Ontinyent             | España         | 61                  | 688          | 8.9            | 8.4          | 6.6       | 6.6      |                                     |
| Colonya, Caixa de Pollença                                 | España         | 18                  | 183          | 9.9            | 9.1          | 6.6       | 6.2      |                                     |
| Nordea                                                     | Suecia         | 19577               | 191858       | 10.2           | 11.3         | 10.2      | 10.1     |                                     |
| SEB                                                        | Suecia         | 10025               | 80585        | 12.4           | 11.8         | 10.7      | 10.3     |                                     |
| Svenska Handelsbanken                                      | Suecia         | 8604                | 94617        | 9.1            | 10.2         | 9.1       | 8.9      |                                     |
| Swedbank                                                   | Suecia         | 7968                | 76518        | 10.4           | 10.7         | 10.5      | 9.9      |                                     |
| Royal Bank of Scotland                                     | Gran Bretaña   | 62898               | 438200       | 14.4           | 14.1         | 11.7      | 11.2     |                                     |
| HSBC Holdings Plc                                          | Gran Bretaña   | 122157              | 1133200      | 10.8           | 11.7         | 10.4      | 10.2     |                                     |
| Barclays                                                   | Gran Bretaña   | 49637               | 382649       | 13.0           | 15.8         | 13.9      | 13.7     |                                     |
| Lloyds Banking Group                                       | Gran Bretaña   | 47530               | 493307       | 9.6            | 10.8         | 9.4       | 9.2      |                                     |

- MEUR = millones de euros
- Activos (assets) = activos totales ponderados por riesgo
- Referencia (benchmark) = ratio tier 1 con el escenario de referencia a 31 de diciembre de 2011
- Adverso = ratio de tier 1 con escenario adverso a 31 de diciembre de 2011
- Choque (shock) = ratio tier 1 con shock soberano adicional en el escenario adverso a 31 de diciembre de 2011
- Capital adicional necesario= capital adicional necesario para alcanzar una ratio de 6 % tier 1 en un escenario adverso a 31 de diciembre de 2011